# Txarango
Txarango egy 2010-ben, Barcelonában megalapított együttes. Tagjai mind katalán comarcából származó zenészek. Jelenlegi tagjai: Alguer Miquel (énekes), Marcel Lázara, a.k.a. Tito (énekes, gitár), Sergi Carbonell, a.k.a. Hipi (billentyűs hangszerek), Joaquim Canals (dobos), Àlex Pujols (basszusgitár), Pau Puig (ütőhangszerek), Ivan López (szaxofon) and Jordi Barnola (trombita).
Egyfajta sajátos zenei stílussal rendelkeznek, melyben összevegyítik a Reggae-t a Dupstep, Latin és Pop zenével, amihez még hozzákeveredik egy csipetnyi Rock és jamaicai stílus is. A banda képzeletbeli, cirkuszi bohócokként ábrázolja magát.

## Története
A Txarango története egészen 2006-ig vezethető vissza. Minden egy kis diákszállón kezdődött, Barcelonában, a Gothic Quarter-en (városnegyed; katalánul: Barri Gòtic). Eleinte hárman voltak: az énekes Alguer Miquel, a gitáros Marcel Lázara a.k.a. Tito és a billentyűhangszeres Sergi Carbonell a.k.a. Hipi. Plaça George Orwell (tér) közelében játszottak és rögtönzött koncerteket adtak más utcazenészekkel. Marcel "Tito" egy charango nevű hangszeren kezdett el játszani, majd mind észrevették milyen kellemes hangulatot tudnak teremteni az utcán, ezért elhatározták, hogy komolyabb utakra lépnek, színpadra viszik ötleteiket és ekkor indult el a "Txarangö" projekt, melyet Marcel hangszeréről neveztek el.
Az együttes 2007-ben kezdett el Katalónia egész területén játszani. Szintén 2007-ben a La Pegatina kiadta az Al Carrer című albumát, melyben a Txarangö tagjainak munkája is benne volt. November másodikán Sala KGB-ben közös teltházas koncertet adtak a La Pegatina együttessel. 
Conjuro (2008) című maxi kislemez kiadása után a Txarangö úgy döntött, hogy felbomlik és egy új zenei úton halad tovább más projektekkel. 

### Welcome To Clownia (2010-2011)
2010-ben Tito és Hipi elkezdtek dolgozni egy új projekten, de tudták, hogy ehhez egy sajátos, egyedi ötlettel kell előállniuk. A szabadban, a cirkusz különleges nomád hangulatában lelték ihletüket és ekkor jött szóba a "Clownia", egy olyan varázslatos hely, ahol az eddig általuk ismert utcazenészek játszhatnának. Ekkor újra elkezdték használni a Txarango nevet, viszont az "o" betű két pontos ékezet nélkül írandó.